# Proteoglicano
Los proteoglicanos o proteoglucanos, son proteínas altamente glicosiladas, es decir heteroglicanos altamente glucosiladas. Las moléculas se encuentran formadas por un núcleo proteico que se encuentra unido covalentemente a un tipo especial de polisacáridos denominados glicosoaminoglicanos (GAG). Estas cadenas de glicosoaminoglicanos (GAG) son largos polímeros de carbohidratos lineales que están cargados negativamente bajo condiciones fisiológicas, debido a la presencia de grupos sulfato y de grupos de ácido hialurónico.
Los proteoglicanos se encuentran unidos al aparato de Golgi. Actúan como moduladores de señales en procesos de comunicación entre la célula y su entorno. Muchas enfermedades hereditarias, como el síndrome de Simpson-Golabi-Behmel y el síndrome de Ehlers-Danlos están asociadas a fallos en la biosíntesis de proteoglicanos o de GAG.

## Estructura
Las cadenas de polisacáridos son muy rígidas e hidrofílicas, por lo que tienden a ocupar grandes volúmenes en relación con su masa formando geles: su elevada carga negativa hace que atraiga gran cantidad de cationes, sobre todo el Na+, que debido a su capacidad osmótica, hace que se retengan grandes cantidades de agua en la matriz extracelular, produciendo una presión de turgencia que capacita a la matriz para oponerse a fuerzas de compresión. Salvo el ácido hialurónico, los demás glicosaminoglicanos están unidos covalentemente a una proteína formando proteoglicano.
La cadena de proteína (o núcleo proteico) es sintetizada en los ribosomas que se encuentran unidos a la membrana, acumulándose en la luz del retículo endoplásmico. La unión del glicosaminoglucano a la proteína tiene lugar en el aparato de Golgi.
En principio los proteoglicanos poseen una heterogeneidad potencial casi ilimitada. Cada proteína central varía mucho en cuanto al número y al tipo de cadenas de glicosaminoglucanos que se une a ellas. Además en cada glicosaminoglucano el patrón repetitivo de los disacáridos puede ser modificado por una compleja distribución de grupos sulfatos.
Es difícil clasificarlos por su gran variedad, es mejor considerarlos como un grupo diverso de glicoproteínas muy glicosiladas, cuyas funciones dependen tanto de su proteína central como de sus cadenas de glicosaminoglucanos.

## Síntesis
El componente proteico de los proteoglicanos es sintetizado por los ribosomas y translocado al interior del retículo endoplasmático rugoso. La glucosilación del proteoglicano ocurre en el aparato de Golgi en muchos pasos enzimáticos. El proteoglicano completado es exportado en vesículas secretoras a la matriz extracelular de la célula.

## Función
Dada su diversidad estructural los proteoglicanos también tienen una diversidad de funciones tanto en la matriz extracelular como en la célula.
Los proteoglicanos son el componente fundamental de la matriz extracelular animal; constituyen, por así decirlo, la principal sustancia que "rellena" los espacios que existen entre las células del organismo. Aquí forman grandes complejos, tanto con otros proteoglicanos, como con hialuronanos y proteínas de la matriz fibrosa (como el colágeno).
También están involucrados en la unión de cationes (tales como el sodio, potasio y calcio) y agua, y también regulando el movimiento de moléculas dentro de la matriz. La evidencia también muestra que pueden afectar la actividad y estabilidad de las proteínas y moléculas de señal dentro de la matriz. Las funciones individuales de los proteoglicanos pueden ser atribuidas tanto al centro proteico como a las cadenas GAG unidas.

### En la matriz extracelular
- Mantienen hidratada la matriz.
- Las cadenas de glicosaminoglicanos pueden generar geles de poros de diferente tamaño, por lo que pueden intervenir como filtro selectivo en la regulación del tráfico de moléculas y de células, seleccionándolas en función de su tamaño, su carga o ambas cosas.
- Los glicosaminoglicanos y proteoglicanos se asocian formando enormes complejos poliméricos. También se asocian con otros elementos de la matriz extracelular, como el colágeno, y con redes proteicas de la lámina basal formado estructuras muy complejas.
- El agrecano rodea el cartílago y le ayuda a soportar las fuerzas de compresión.

### En la membrana plasmática
No todos los proteoglicanos son componentes secretados en la matriz extracelular. Algunos son componentes integrales de las membranas plasmáticas. Algunos actúan como correceptores que colaboran con los receptores de la superficie celular, tanto en la unión celular a la matriz extracelular como iniciando las respuestas de las células a algunas proteínas de señalización. Los más caracterizados son los sindícanos.
Los proteoglicanos desempeñan un papel importante en la señalización celular, ya que unen diversas moléculas de señalización. Pudiendo aumentar o disminuir su capacidad señalizadora.
Los proteoglicanos también se unen y regulan las actividades de otros tipos de proteínas de secreción, como enzimas proteolíticas y sus inhibidores. La unión del proteoglicanos podría afectar a la enzima por alguno de estos mecanismos. Se cree que los proteoglicanos actúan de todas estas maneras:
- Inmovilizando a la proteína cerca del lugar donde se secreta, restringiendo su alcance de acción.
- Bloqueando estéricamente la actividad de la proteína.
- Proporcionando una reserva de proteína para su liberación posterior.
- Protegiendo a la enzima frente a degradaciones proteolíticas, prolongando su acción.
- Alterando o concentrando la proteína haciendo más efectiva su exposición a los receptores de superficie celular.

## Tipos
Los proteoglicanos pueden ser categorizados dependiendo de la naturaleza de sus cadenas de glicosaminoglicanos. Estas cadenas pueden ser:
- Condroitín sulfato
- Heparina
- Heparán sulfato
- Queratán sulfato
- Dermatán sulfato

También pueden ser categorizados por tamaño.

## Proteoglicanos y enfermedad
La incapacidad para romper los proteoglicanos es característico de un grupo de desórdenes genéticos llamados mucopolisacaridosis. La inactividad de enzimas lisozomáticas específicas que normalmente degradan los glicosaminoglicanos, lleva a la acumulación de proteoglicanos en las células. Esto conduce a una variedad de síntomas, dependiendo del tipo de proteoglicano que no es degradado.